# Берклі (Глостершир)
Бе́рклі (англ. Berkeley) — місто в графстві Глостершир (Англія), входить до складу району Страуд.

## Географія
Берклі розташований у західній Англії між містами Глостер і Бристоль, в 190 кілометрах від Лондона та в 27 кілометрах від Бристоля. Лежить на невисоких пагорбах долини Берклі, на березі річки Літтл-Ейвон, однієї з приток Северна. У районі міста Берклі Літтл-Ейвон судноплавна. Неподалік знаходиться законсервована атомна електростанція Берклі.

## Історія

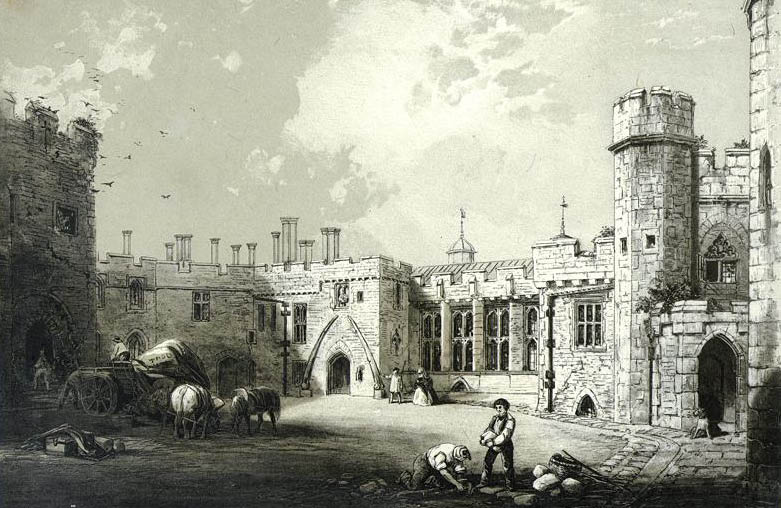
Замок Берклі (1845)

Містечко вперше письмово згадується в 824 році як Berclea, що є похідним від «birch lea» давньоанглійською мовою.
У Середньовіччі був торговим центром, портом і місцем народних зборів, адміністративної сотні Берклі.
Першим з правителів району Берклі в період нормандського завоювання Англії в XI столітті став фламандський лицар Роджер де Тосні зведений брат Вільяма Фіц-Осберна, графа Герефорда. Сім'я Роджера прийняла прізвище «де Берклі» («de Berkeley»), і почала будівництво замку Берклі, закінченого за його сина, який також мав ім'я Роджер. Молодший син Роджера де Тосні, Джон де Берклі, разом з королевою Мод, графинею Гантінгтон, поїхав до Шотландії, де став засновником шотландської лінії роду Берклі. Пізніше в замку Берклі був убитий король Англії Едуард II.
Згідно з англійськими переказами й легендами, в окрузі Берклі (найбільшому в середньовічному Глостерширі) особливо активні були місцеві відьми, у першу чергу відома Берклійська відьма. Остання неодноразово викликала диявола, якого бачили скачучим на чорному коні в оточенні примар.

## Освіта
У Берклі є невелика початкова школа. Середня школа «Велі оф Берклі Коледж» закрита у 2011 році.
У Берклі народився, прожив багато років і помер відомий англійський учений-медик, засновник вакцинації, Едуард Дженнер.